# Henri Loux
Pour les articles homonymes, voir Loux.

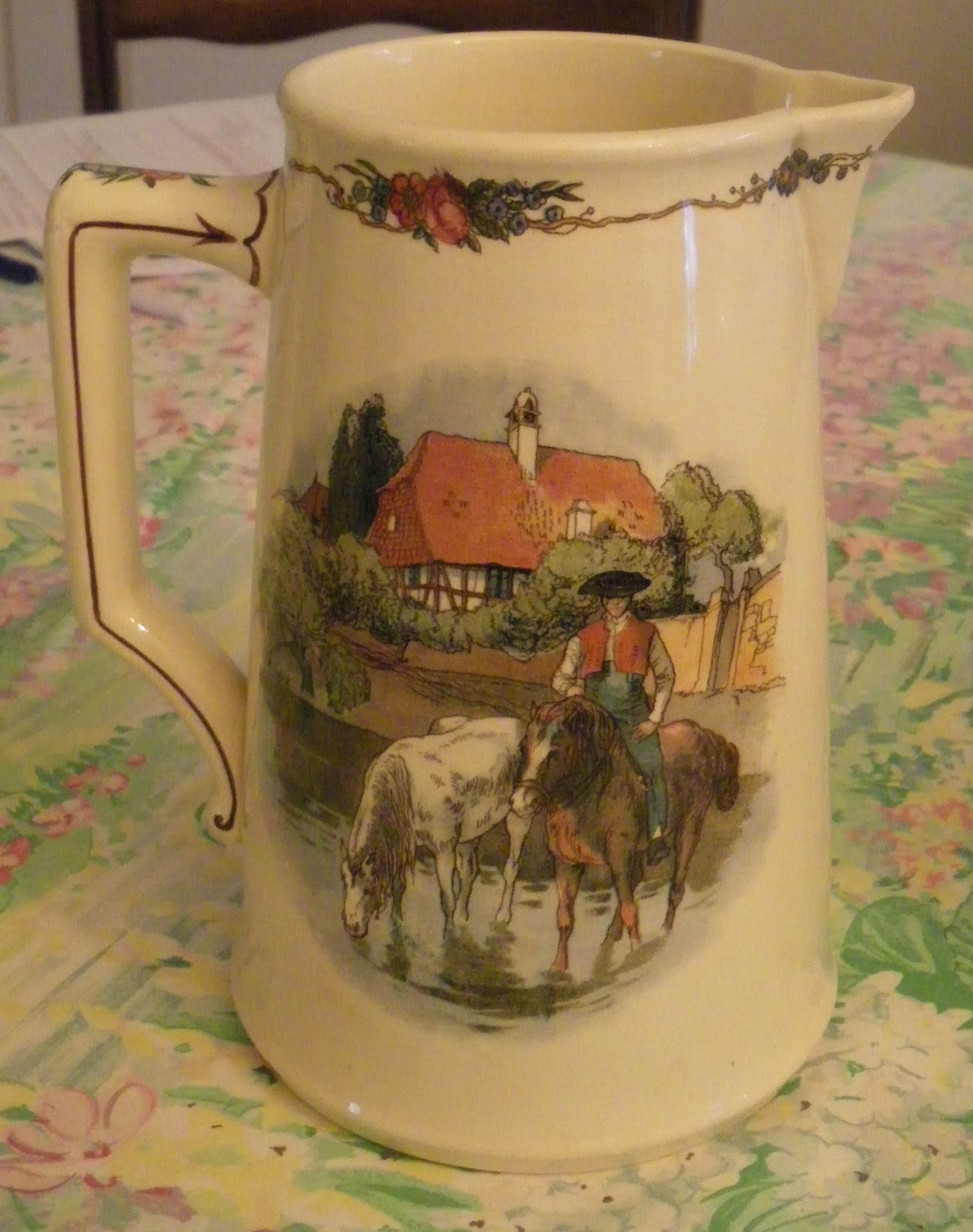
Broc à lait décoré « service Obernai ».
Illustration d'Henri Loux.

Henri Loux, né le 20 février 1873 à Auenheim et mort le 19 janvier 1907 à Strasbourg, est un dessinateur et aquarelliste alsacien. Auteur de nombreuses affiches, étiquettes, menus, il est surtout connu pour les illustrations de la vaisselle dite « Obernai ».

## Biographie
Baptisé à l'église de Rountzenheim, Henri Edouard Loux passe ses premières années à Sessenheim auprès de sa famille. Son enfance champêtre et heureuse va marquer profondément l'œuvre de l'artiste. 
Henri Loux fait ses études au Gymnase protestant de Strasbourg, puis fréquente l'École des Arts décoratifs de Strasbourg, où il fait la connaissance de Léo Schnug et du céramiste Léon Elchinger. Il s'inscrit ensuite à l'Académie des Beaux-Arts de Munich, où il assiste à l'essor du Jugendstil. Il rentre à Strasbourg en 1897 et s'y installe définitivement avec sa mère en 1902, au 4 rue d'Erstein, son père étant décédé en 1901. C'est à cette époque qu'il entre en contact avec la faïencerie de Sarreguemines, pour laquelle il va créer 36 décors différents illustrant la vaisselle dite « Obernai ». Celle-ci est fabriquée à l'origine par les faïenceries Utzschneider & Cie à Sarreguemines. 
Ces illustrations représentent surtout des scènes campagnardes et villageoises avec des maisons à colombages typiques de l'Alsace vers 1900. Le succès de cette vaisselle est tel qu'il va éclipser le reste de son œuvre en tant qu'illustrateur et aquarelliste. On lui connaît quelques rares peintures à l'huile qui semblent dater de la période 1895-1900. 
Henri Loux meurt en 1907 à Strasbourg, dans le quartier de Neudorf, probablement d'une affection cardiaque ou tuberculeuse,. Il est inhumé au cimetière du Polygone, dans le quartier du Neuhof au sud de Strasbourg. 
À la suite du rachat de la faïencerie Utzschneider & Cie à Sarreguemines par la famille Fenal en 1978, par ailleurs actionnaire de la Faïencerie de Lunéville-Saint-Clément, c'est cette dernière qui poursuit jusqu'à ce jour la fabrication des décors « Obernai ».
En 1997, le Musée historique de Haguenau lui consacre une rétrospective.